# Alexander Lintl
Alexander Lintl (* 1960 in Wien) ist ein österreichischer Bühnen- und Kostümbildner für Theater, Oper, Film, Ausstellungs- und Eventdesign.

## Biografie
Alexander Lintl studierte nach der Matura an der Universität für angewandte Kunst in Wien. Von 1981 bis 1985 besuchte er die Meisterklasse für Industrial Design bei Hans Hollein, Alessandro Mendini und Mario Bellini. Von 1985 bis 1989 besuchte er die Meisterklasse von Axel Manthey und Klaus Zehelein. Parallel zum Studium realisierte er eigene Theaterprojekte in der Meisterklasse der Universität. 1989 schloss er sein Studium mit einem Diplom mit Auszeichnung ab, mit der Aufführung von Heiner Müllers Herzstück.
Seit 1990 ist Lintl international als freischaffender Bühnen- und Kostümbildner für Oper und Schauspiel tätig. Seit 1993 ist er für das Kostümdesign und die Umsetzung von „High End“-Show-Kostümen des Life Ball Wien verantwortlich. Die Kostüme wurden mehrfach ausgezeichnet.
1999 wurde Lintl in der Jahresumfrage der Zeitschrift Theater Heute für sein Bühnenbild zu Quizoola! von Thomas Oberender als bester Nachwuchsbühnenbildner genannt.
Er hatte eine Gastprofessur an der New Design University im Studiengang Innenarchitektur und 3D-Gestaltung inne.
Alexander Lintl lebt in Wien.

## Ausstellungen
- Axel Manthey-Theater (Akademie der Künste Berlin 2002, danach: Schauspielhaus Hamburg, Staatstheater Stuttgart, Museum der Stadt Erlangen)

## Vorträge (Auswahl)
- „Axel Manthy-Theater“, Akademie der Künste Berlin, 2002
- „Über die Zusammenhänge von Dramaturgie, Schauspiel und Musik-Theater, Bildender Kunst, Bühnenbild, Kostümdesign und Mode“ (Guest-Lectures in der Vorlesung von Mag. Margarethe Neudlinger, Universität für angewandte Kunst, 2002)
- „Das Theater des Axel Manthey“ (Guest-Lecture an der Universidad des Bellas Arten, Madrid, Prof. Javier Navarro de Zuveillagra, 2004)
- „Stage and Costumedesign for Modern Dance Theater“ (Guest Lecture, Dance Festival Jerusalem 2017)
- „Humperdinck: Hänsel und Gretel. Vom Märchen zum Musiktheater.“ (Vortrag an der Korean National Opera, Seoul 2018)
- „Mozart: Die Zauberflöte. Geschichte, Dramaturgie, Hintergründe und musikalische Bedeutung.“ (Vortrag an der Korean National Opera, Seoul 2019)

## Schriften
- Was heißt Bei-Sich-Sein? In: Axel Manthey. Theater.S. 65–67. (siehe Herausgeberschaft)

- als Herausgeber mit Carsten Ahrens, Gerhard Ahrens: Axel Manthey. Theater. Residenz Verlag, Salzburg/Wien 1995. ISBN 3-7017-0777-4